# Andrea Osvárt
Andrea Osvárt (n. 25 aprilie 1979, Budapesta, Republica Populară Ungară) este un fotomodel și o actriță maghiară.